# Борки (Дзержинский район, Красноярский край)
Борки — деревня в Дзержинском районе Красноярского края. Входит в состав Денисовского сельсовета.

## История
Деревня была основана в 1700 году. По данным 1926 года в Борках имелось 132 хозяйства и проживало 562 человека (274 мужчины и 288 женщин). В национальном составе населения преобладали русские. В административном отношении деревня являлась центром Борковского сельсовета Рождественского района Канского округа Сибирского края.

## Население
| 2010 |
| ---- |
| 39   |